# Beata Mikołajczyk (germanistka)
Beata Maria Mikołajczyk (ur. 17 kwietnia 1964) – polska językoznawczyni, germanistka, doktor habilitowana nauk humanistycznych, prorektor Uniwersytetu im. Adama Mickiewicza w Poznaniu (2016–2020).

## Życiorys
W 1978 roku ukończyła Szkołę Podstawową nr 1 w Kole, a w 1982 Liceum Ogólnokształcące im. Kazimierza Wielkiego w Kole. Ukończyła studia germanistyczne na Uniwersytecie im. Adama Mickiewicza w Poznaniu w 1988. W 1996 uzyskała tamże doktorat nauk humanistycznych w dyscyplinie językoznawstwa na podstawie pracy Äusserungsgliedfolge im Deutschen (promotor: Józef Paweł Darski). W 2005 habilitowała się w zakresie językoznawstwa na podstawie monografii Językowe mechanizmy perswazji w komunikacji dotyczącej polityki. Przedstawione na podstawie polskich i niemieckich tekstów na temat wstąpienia Polski do Unii Europejskiej.
Zawodowo związana z Instytutem Filologii Germańskiej macierzystej uczelni, gdzie kieruje Zakładem Języka Niemieckiego. W kadencji 2016–2020 pełniła funkcję prorektora ds. kształcenia.
Członkini kolegiów redakcyjnych czasopism Convivium, Text und Diskurs, StudiaGermanica Posnaniensia, Zeitschrift des Verbandes Polnischer Germanisten.
Jej zainteresowania badawcze obejmują: lingwistykę tekstu, tekstologię porównawcza, pragmalingwistykę, politolingwistykę, lingwistykę dyskursu naukowego. 
Wypromowała siedmioro doktorów.
Członkini Polskiej Komisji Akredytacyjnej. Członkini licznych towarzystw naukowych: Stowarzyszenia Germanistów Polskich (członkini Zarządu od 2012), Polskiego Towarzystwa Lingwistyki Stosowanej (wiceprzewodnicząca od 2012), Międzynarodowego Stowarzyszenia Germanistów (IVG, członkini).

## Wybrane publikacje
- Deutsche Grammatik: eine Einführung. T. 1, Grundbegriffe: Phonetik und Phonologie, Poznań: Oficyna Wydawnicza Wyższej Szkoły Języków Obcych, 2005, 2006.
- Praktyczne kompendium gramatyki niemieckiej: rekcja czasownika, przymiotnika, rzeczownika, Poznań: Wagros, 2011.